# Pułk Morski
Pułk Morski – oddział piechoty Wojska Polskiego II RP złożony z marynarzy, który wziął udział w wojnie polsko-bolszewickiej.

## Historia
W lutym 1919 w Twierdzy Modlin został utworzony Batalion Morski. 4 kwietnia dowódcą batalionu został kapitan Konstanty Jacynicz. Batalion składał się z czterech kompanii strzeleckich i kompanii karabinów maszynowych. Jesienią 1919 zajął pozycje na granicy z Pomorzem, od Aleksandrowa Kujawskiego do linii Wisły. W połowie stycznia 1920 w składzie Frontu Pomorskiego rozpoczął akcję obejmowania terenów Pomorza, zajmując 18 stycznia Toruń i w pierwszych dniach lutego docierając do Pucka. Tam część Batalionu wraz z generałem Józefem Hallerem 10 lutego dokonała zaślubin Polski z Bałtykiem. 
6 lipca 1920 minister spraw wojskowych generał porucznik Józef Leśniewski wydał rozkaz nr 2516/20 w sprawie sformowania pułku morskiego z oddziałów marynarki podległych Departamentowi Morskiemu. Pod względem organizacyjnym i zaopatrzenia pułk został podporządkowany Dowództwu Okręgu Generalnego „Pomorze”. Organizacja pułku morskiego miała się odbywać „według regulaminów, etatów i norm ustalonych dla pułku piechoty”. Dowódcą pułku został kapitan marynarki Konstanty Jacynicz.
25 lipca 1920 zakończono organizację dowództwa pułku oraz plutonów: technicznego, telefonicznego i sanitarnego. 

## Wojna polsko-bolszewicka
Pułk Morski wziął udział w wojnie z bolszewikami, przy czym nigdy nie walczył całością swoich sił. Do akcji bojowych bataliony pułku wchodziły oddzielnie, w różnym czasie i w odległych od siebie miejscach. I batalion walczył między innymi w bitwie pod Ostrołęką, natomiast II batalion uczestniczył w bitwach między innymi pod Grodnem i Białymstokiem. III batalion w walkach nie wziął udziału. Chwałę Pułkowi przyniosły bohaterskie boje pod Zabielem, Nową Wsią, Suskiem, Wiklinem i pod Płońskiem w ramach Bitwy Warszawskiej. 13 listopada Minister Spraw Wojskowych wydał rozkaz o rozformowaniu pułku. 24 listopada dowódca pułku złożył meldunek o rozformowaniu I i III batalionów. 18 grudnia 1920 zostało rozformowane dowództwo pułku. Sprawy likwidacyjne pułku przejął II batalion, który został podporządkowany dowódcy Kadry Marynarki Wojennej. 1 lutego 1921 został rozwiązany II batalion.

## Obsada personalna pułku
Obsada personalna pułku:
Dowództwo
- dowódca pułku – kpt. mar. Konstanty Jacynicz
- adiutant – por. mar. Tadeusz Morgenstern-Podjazd
- oficer operacyjny – ppor. mar. Edward Rojek
- dowódca plutonu technicznego – por. mar. Gotfryd Niezabitowski
- lekarz – por. lek. Stanisław Linke
- oficer taborowy – pchor. mar. Stanisław Godek
- oficer kasowy – ppor. Stanisław Zgierczyński
- kapelan – ks. Władysław Miegoń

I batalion
- dowódca I batalionu – kapitan marynarki Antoni Wąsowicz
- dowódca 1 kompanii – porucznik marynarki Marian Wolbek
- dowódca 2 kompanii – porucznik marynarki Michał Wilkicki
- oficer młodszy – porucznik marynarki Aleksander Hulewicz
- oficer młodszy – podporucznik marynarki Włodzimierz Kodrębski
- oficer młodszy – podporucznik marynarki Jerzy Krępski
- dowódca półkompanii karabinów maszynowych – porucznik marynarki Ignacy Błażewicz
- oficer młodszy – podchorąży Bolesław Dunin-Marcinkiewicz

II batalion
- dowódca II batalionu – kapitan marynarki Adam Mohuczy (6 VII – 15 VIII 1920)
- adiutant – porucznik marynarki Romuald Dziewałtowski-Gintowt
- oficer operacyjny – porucznik piechoty Lucjan Sobol † 1940 Charków
- dowódca 1 kompanii – porucznik marynarki Michał Borowski
- dowódca 2 kompanii – porucznik marynarki Józef Czechowicz

III batalion
- dowódca III batalionu – kapitan marynarki Włodzimierz Steyer
- adiutant – porucznik Wiktor Porębski
- dowódca 1 kompanii – podporucznik Lucjan Wrzesiński
- dowódca 2 kompanii – porucznik marynarki Kazimierz Śliwerski
- dowódca półkompanii karabinów maszynowych – porucznik marynarki Konstanty Rakusa-Suszczewski

## Kawalerowie Virtuti Militari
Żołnierze pułku odznaczeni Krzyżem Srebrnym Orderu Wojennego Virtuti Militari. W nawiasie, obok nazwiska, podano numer krzyża:

1. marynarz Adam Bartnik (2798)
2. sierżant sztabowy marynarki Aleksander Brzeszko[11] (2160)
3. porucznik marynarki Tomasz Duracz (4020)
4. porucznik marynarki Aleksander Hulewicz (4022)
5. kapitan marynarki Konstanty Jacynicz (2939)
6. ksiądz Władysław Miegoń (4023)
7. kapitan marynarki Adam Mohuczy (1990)
8. porucznik marynarki Roman Pieńkowski (2835)
9. sierżant sztabowy marynarki Seweryn Pióro (2785)
10. porucznik marynarki Tadeusz Morgenstern-Podjazd (4021)
11. starszy marynarz Józef Walewski (2786)
12. porucznik marynarki Marian Wolbek (3101)